# Tran Anh Hung
Trần Anh Hùng, född 23 december 1962 i Da Nang i Sydvietnam (nuvarande Vietnam), är en fransk-vietnamesisk filmregissör.

## Filmografi
- 1989 – La Femme mariée de Nam Xuong (kortfilm)
- 1991 – La Pierre de l'attente (kortfilm)
- 1993 – Doften av grön papaya (Mùi du du xanh - L'odeur de la papaye verte)
- 1995 – Cyclo (Xich lo)
- 2000 – När solen står som högst (Mua he chieu thang dung)
- 2009 – I Come with the Rain
- 2010 – Norwegian Wood
- 2023 – En doft av kärlek – Pot au Feu